# Nyomdai előkészítés
A nyomdai előkészítés, vagy angolosan prepress azon munkafolyamatok gyűjtőneve, amelyek az információ a nyomathordozóra felületére való átadása előtt kerülnek kivitelezésre.

## Hagyományos nyomdai előkészítés
A hagyományos nyomdai előkészítés magába foglalja a szövegszerkesztést, amely folyamán megtörténik a szöveg rögzítése és formázása, a képfeldolgozást, amely a grafikák feldolgozását és színkivonatok készítését foglalja magában. A feldolgozott szöveg és képek szétosztásával és végleges elrendezésével valósul meg a következő lépcsőfok, a tördelés. A montírozás és nyomóformakészítés szakaszában a film- és papírelemek összeállítása történik meg végső elrendezésben azon a hordozón amelyről nyomóformát készítenek.

## Digitális nyomdai előkészítés
A személyi számítógépek terén megvalósult fejlesztések eredményeképp lehetővé vált a szöveg rögzítésének, a képek rögzítésének és feldolgozásának, valamint az oldalak összeállításának folyamata ugyanazon számítógépen, sőt a színre- és rácsrabontás is, így a film levilágítása (CtPlate technológia) számítógép segítségével, de akár közvetlen a nyomóműbe is küldhetjük a feldolgozott információkat a számítógépről (CtPress technológia).